# Fokker F27
O Fokker F27 é uma aeronave bimotor turboélice de médio porte, com capacidade para transportar entre 40 e 50 passageiros em viagens de curta e média distância. Foi projetada e desenvolvida na Holanda pela então fabricante Fokker Aircraft na década 1950 e fabricada a partir da década de 1960.

## Histórico

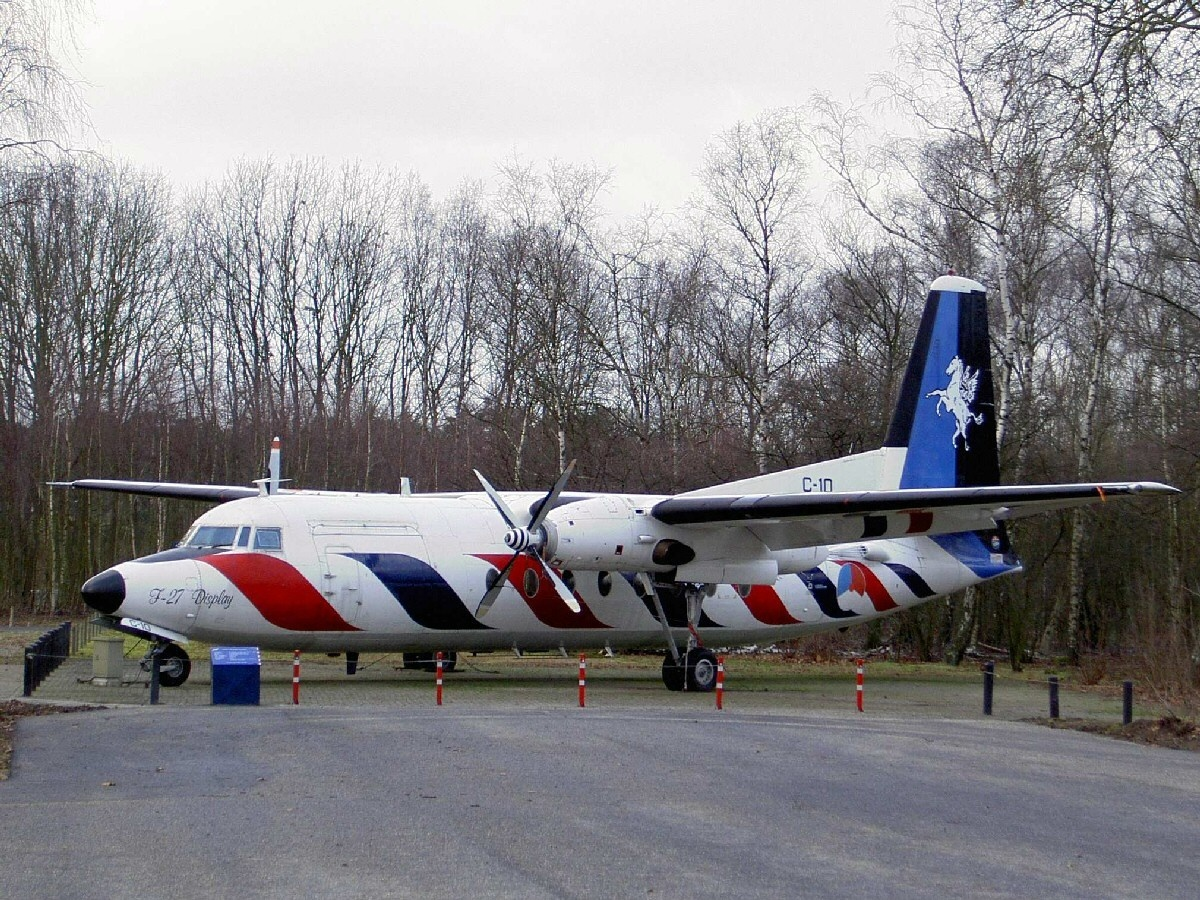
Fokker F27 no Museu Militar de Soesterberg, Países Baixos.

O projeto do Fokker F27 teve início na década de 1950, inicialmente como uma aeronave projetada para transportar 28 passageiros, denominada P275, impulsionada por dois motores turboélice Rolls-Royce Dart. Com a ajuda financeira do governo holandês, o projeto evoluiu para o F-27, cujo primeiro protótipo voou em 1955.
Em 1951, o segundo protótipo teve a fuselagem alongada, acomodando 32 passageiros, e recebeu motores Dart 511. Na época, o fabricante Fokker optou pela motorização Rolls Royce Dart da série 500, com conceitos dos motores da linha Dart utilizada para impulsionar os antigos quadrimotores turboélice para uso em linhas aéreas domésticas Vickers Viscount.
O conceito de aeronaves projetadas especialmente para atender mercados de transporte aéreo regional foi aproveitado posteriormente por outros fabricantes como Aerospatiale (família ATR), Embraer (EMB-120 Brasília), Saab (340), De Havilland Canada (família Dash), etc.

## Utilização
Uma versão americana do mesmo projeto F27 da Fokker, denominada FH 227,  foi produzida nos Estados Unidos sob licença da Fokker pela Fairchild Aircraft.
No meio aeronáutico, é considerado o sucessor natural do Douglas DC-3, e foi um dos turboélices de médio porte para transporte regional de passageiros mais vendidos na história. O projeto do Fokker F27 (conhecido também como Fokker F27 Friendship) tem uma importância histórica dentro do contexto de aviação regional pelo mérito de ter possibilitado a integração regional em diversos países de grandes dimensões, incluindo o Brasil, onde foi largamente utilizado para transporte de passageiros e carga (a serviço dos Correios, inclusive).
O F27 foi utilizado intensivamente nos Estados Unidos, na Europa e em muitos outros países da América Latina e do mundo no transporte regional de passageiros e de carga aérea. É um sucesso de vendas da extinta indústria aeronáutica holandesa Fokker, com quase 800 unidades vendidas, incluindo a versão do mesmo projeto licenciada para a indústria aeronáutica norte-americana Fairchild

## Parceria com a Fairchild
Com a aeronave ainda em desenvolvimento, a Fokker assinou um acordo com a Fairchild, que autorizava sua fabricação sob licença nos Estados Unidos.
Os norte-americanos aumentaram a capacidade do projeto F27, dando-lhe capacidade para 40 passageiros, além de tanques de combustível maiores, o que resultou em maior autonomia. Estas mudanças foram incorporadas pelos holandeses.

## Sucesso de vendas
A Fairchild entregou seu primeiro avião para a West Coast Airlines em setembro de 1958, e a Fokker o fez em dezembro do mesmo ano, para a conterrânea Aer Lingus.
Os F27 voaram em todos os continentes, com 794 unidades entregues (586 pela Fokker e 208 pela Fairchild). Ainda hoje, cerca de 170 unidades permanecem prestando serviços em países da América Latina, Africa e Asia.
No final da década de 1980, o feliz projeto do F27 foi utilizado como base para dar origem ao moderno Fokker 50, cujas vendas não tiveram o mesmo êxito do seu predecessor.

## Operadoras no Brasil
- TABA
- TAVAJ
- TAM
- Rio Sul
- Varig
- Paraense
- VOTEC

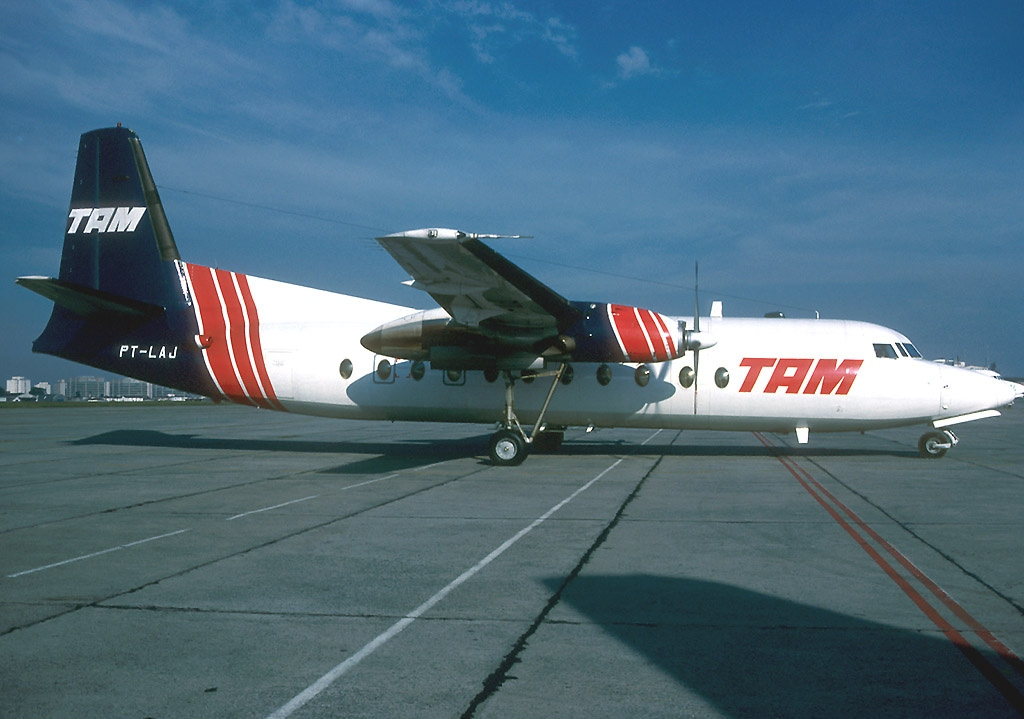
Fokker F27 da TAM.

Atualmente, o Fokker F27 não é mais utilizado para o transporte de passageiros no Brasil.

## A falência da Fokker Aircraft
A falência ocorreu em 1996, após uma tentativa fracassada de salvamento por parte da corporação DASA / Daimler Chrysler européia.

## Ficha técnica
- Pista de pouso: Aprox. 1.500 metros (lotado / dias quentes / tanques cheios);
- Teto de serviço: Aprox. 8.500 metros;
- Alcance: Aprox.
- Velocidade de cruzeiro: Aprox. 450 km / h;
- Capacidade: 40 a 50 passageiros;
- Comprimento: Aprox. 23 metros;
- Envergadura: Aprox. 29 metros;
- Altura: Aprox. 8,7 metros;